# Rund um den Finanzplatz Eschborn-Frankfurt 2010
Il Rund um den Finanzplatz Eschborn-Frankfurt 2010, quarantanovesima edizione della corsa, valido come evento del circuito UCI Europe Tour 2010 categoria 1.HC, si svolse il 1º maggio 2010 per un percorso di 202,7 km. Fu vinto dal tedesco Fabian Wegmann, che giunse al traguardo in 4h 53' 22" alla media di 41,45 km/h.
Al traguardo 28 ciclisti portarono a termine la gara.

## Ordine d'arrivo (Top 10)
| Pos. | Corridore          | Squadra         | Tempo    |
| ---- | ------------------ | --------------- | -------- |
| 1    | Fabian Wegmann     | Team Milram     | 4h53'22" |
| 2    | Geert Verheyen     | Landbouwkrediet | s.t.     |
| 3    | Bert Scheirlinckx  | Landbouwkrediet | s.t.     |
| 4    | Marco Marcato      | Vacansoleil     | s.t.     |
| 5    | Luca Mazzanti      | Team Katusha    | s.t.     |
| 6    | Guillaume Levarlet | Saur-Sojasun    | s.t.     |
| 7    | Carlo Scognamiglio | ISD-Neri        | s.t.     |
| 8    | Dirk Bellemakers   | Landbouwkrediet | s.t.     |
| 9    | Wout Poels         | Vacansoleil     | s.t.     |
| 10   | Simon Geschke      | Skil-Shimano    | s.t.     |